# Cryptodesmus triseriatus
Cryptodesmus triseriatus är en mångfotingart som beskrevs av Carl 1912. Cryptodesmus triseriatus ingår i släktet Cryptodesmus och familjen Cryptodesmidae. Inga underarter finns listade i Catalogue of Life.